# Historia del uniforme del Gamba Osaka

## Historia
Si bien siempre tuvo al azul y el negro como sus colores principales, la camiseta titular del Gamba Osaka tiene un diseño a rayas verticales azules y negras desde la temporada 1997. Esto se debe a que Hiromitsu Isogai, que jugaba en Gamba Osaka al final de 1996, propuso un cambio a un patrón de rayas verticales. Curiosamente, él pasó a Urawa Red Diamonds en 1997, por lo que nunca lo usó.

## Evolución

### Uniformes titulares
| 1993 - 1994 | 1995 - 1996 | 1997 - 1998 | 1999 - 2000 | 2001 - 2002 | 2003 - 2004 | 2005 - 2006 | 2007 - 2008 | 2009 - 2010 | 2011 - 2012 |
| 2013        | 2014        | 2015        | 2016        | 2017        | 2018        | 2019        | 2020        | 2021        | 2022-       |

### Uniformes visitantes
| 1993 - 1994 | 1995 - 1996 | 1997 - 1998 | 1999 - 2000 | 2001 - 2002 | 2003 - 2004 | 2005 - 2006 | 2007 - 2008 | 2009 - 2010 | 2011 - 2012 |
| 2013        | 2014        | 2015        | 2016        | 2017        | 2018        | 2019        |             |             |             |

### Uniformes especiales
| 2003 - 2004 3.º | 2005 - 2006 3.º | 2008 - 2009 ACL | 2010 ACL        | 2011 3.º | 2011 ACL | 2011 20.º aniversario | 2012 Aniversario de la Expo Mundial | 2015 ACL | 2016 ACL |
| 2017 ACL        | 2017 GAMBA EXPO | 2018 GAMBA EXPO | 2019 GAMBA EXPO |          |          |                       |                                     |          |          |

## Proveedores y patrocinadores
| Período     | Proveedor                   | Patrocinador(es) principal(es) | Patrocinador(es) secundario(s)                                  | Patrocinador terciario    | Patrocinador cuaternario |
| ----------- | --------------------------- | ------------------------------ | --------------------------------------------------------------- | ------------------------- | ------------------------ |
| 1992 - 1996 | Mizuno (liga) Adidas (copa) | Panasonic                      | Matsushita Electric Industrial Co., Ltd. / Panasonic / National | Ninguno                   | Ninguno                  |
| 1997 - 1998 | Adidas                      | Panasonic                      | National                                                        | Ninguno                   | Ninguno                  |
| 1999 - 2000 | Le Coq Sportif              | Panasonic                      | National                                                        | Ninguno                   | Ninguno                  |
| 2001        | Le Coq Sportif              | Panasonic                      | National                                                        | Zen (2.ª)                 | Ninguno                  |
| 2002        | Le Coq Sportif              | Panasonic                      | National                                                        | Zen                       | Ninguno                  |
| 2003        | Umbro                       | Panasonic                      | National (1.ª) Rohto (2.ª)                                      | Zen                       | Ninguno                  |
| 2004 - 2004 | Umbro                       | Panasonic                      | Rohto                                                           | Zen                       | Ninguno                  |
| 2005 - 2006 | Umbro                       | Panasonic                      | Rohto                                                           | Zen / Shaddy              | Ninguno                  |
| 2007 - 2009 | Umbro                       | Panasonic                      | Rohto                                                           | Zen / Midori              | Ninguno                  |
| 2010 - 2011 | Umbro                       | Panasonic                      | Rohto                                                           | Zen                       | Ninguno                  |
| 2012 - 2014 | Umbro                       | Panasonic                      | Rohto                                                           | Zen / Daiken              | Ninguno                  |
| 2015        | Umbro                       | Panasonic                      | Rohto                                                           | Daiken / Otemon Gakuin    | Ninguno                  |
| 2016        | Umbro                       | Panasonic                      | Rohto                                                           | Daiken / Toyo Tires (2.ª) | Ninguno                  |
| 2017        | Umbro                       | Panasonic                      | Rohto / Ship Healthcare                                         | Daiken / Toyo Tires       | Ninguno                  |
| 2018        | Umbro                       | Panasonic                      | Rohto / Ship Healthcare                                         | Daiken / Toyo Tires       | Daicel                   |
| 2019        | Umbro                       | Panasonic                      | Rohto / Ship Healthcare                                         | Toyo Tires                | Daicel / Daiken          |
| 2020        | Umbro                       | Panasonic                      | Rohto / Ship Healthcare                                         | Toyo Tires                | Daicel / Daiken          |